# Pagellus
Pagellus là một chi cá trong Họ Cá tráp (Sparidae). Chi này gồm có các loài sau:

## Các loài
- - Pagellus acarne (Risso, 1827)
  - Pagellus affinis (Boulenger, 1888)
  - Pagellus bellottii (Steindachner, 1882)
  - Pagellus bogaraveo (Brünnich, 1768)
  - Pagellus erythrinus (Linnaeus, 1758)
  - Pagellus natalensis (Steindachner, 1903)